# Ahmed Azmi
Ahmed Azmi (Nieuwegein, 3 september 2002) is een Nederlands-Marokkaans voetballer die als doelman speelt. Hij staat onder contract bij FC Utrecht.

## Carrière
Ahmed Azmi speelde in de jeugd van JSV Nieuwegein, Feyenoord en FC Utrecht. Hij debuteerde in de Eerste divisie voor Jong FC Utrecht op 3 november 2020, in de met 0-3 gewonnen uitwedstrijd tegen FC Dordrecht. In 2021 vertrok hij op amateurbasis naar Helmond Sport. Hier was hij twee jaar lang derde keeper, achter Mike Havekotte en Robin Mantel. Wel kreeg hij in mei 2022 een contract voor een jaar. Na het aflopen van zijn contract bij Helmond sloot Azmi in november aan bij Jong ADO Den Haag. In de zomer van 2024 keerde hij terug bij Jong FC Utrecht, waar hij aansloot op amateurbasis.

## Statistieken
| Seizoen                   | Club            | Land           | Competitie     | Competitie | Competitie | Beker | Beker | Totaal | Totaal |
| Seizoen                   | Club            | Land           | Competitie     | Wed.       | Dlp.       | Wed.  | Dlp.  | Wed.   | Dlp.   |
| ------------------------- | --------------- | -------------- | -------------- | ---------- | ---------- | ----- | ----- | ------ | ------ |
| 2020/21                   | Jong FC Utrecht | Nederland      | Eerste divisie | 1          | 0          | –     | –     | 1      | 0      |
| 2021/22                   | Helmond Sport   | Nederland      | Eerste divisie | 0          | 0          | 0     | 0     | 0      | 0      |
| 2022/23                   | Helmond Sport   | Nederland      | Eerste divisie | 0          | 0          | 0     | 0     | 0      | 0      |
| 2023/24                   | ADO Den Haag    | Nederland      | Eerste divisie | 0          | 0          | 0     | 0     | 0      | 0      |
| 2024/25                   | Jong FC Utrecht | Nederland      | Eerste divisie | 0          | 0          | 0     | 0     | 0      | 0      |
| Carrièretotaal            | Carrièretotaal  | Carrièretotaal | Carrièretotaal | 1          | 0          | 0     | 0     | 1      | 0      |
| Bijgewerkt op 2 juli 2025 |                 |                |                |            |            |       |       |        |        |